# Villabon
Villabon est une commune française située dans le département du Cher, en région Centre-Val de Loire.

## Géographie

### Climat
Pour des articles plus généraux, voir Climat du Centre-Val de Loire et Climat du Cher.
En 2010, le climat de la commune est de type climat océanique dégradé des plaines du Centre et du Nord, selon une étude du CNRS s'appuyant sur une série de données couvrant la période 1971-2000. En 2020, Météo-France publie une typologie des climats de la France métropolitaine dans laquelle la commune est exposée à un climat océanique altéré et est dans la région climatique  Centre et contreforts nord du Massif Central, caractérisée par un air sec en été et un bon ensoleillement. 
Pour la période 1971-2000, la température annuelle moyenne est de 10,8 °C, avec une amplitude thermique annuelle de 15,3 °C. Le cumul annuel moyen de précipitations est de 779 mm, avec 11,6 jours de précipitations en janvier et 7,8 jours en juillet. Pour la période 1991-2020, la température moyenne annuelle observée sur la station météorologique la plus proche, située sur la commune de Farges-en-Septaine à 3 km à vol d'oiseau, est de 11,9 °C et le cumul annuel moyen de précipitations est de 756,5 mm,. Pour l'avenir, les paramètres climatiques de la commune estimés pour 2050 selon différents scénarios d'émission de gaz à effet de serre sont consultables sur un site dédié publié par Météo-France en novembre 2022.
| Mois                                  | jan.           | fév.             | mars            | avril           | mai             | juin           | jui.           | août           | sep.            | oct.            | nov.            | déc.            | année     |
| ------------------------------------- | -------------- | ---------------- | --------------- | --------------- | --------------- | -------------- | -------------- | -------------- | --------------- | --------------- | --------------- | --------------- | --------- |
| Température minimale moyenne (°C)     | 1,3            | 1                | 3,3             | 5,3             | 9               | 12,5           | 14,2           | 14,2           | 10,8            | 8,2             | 4,3             | 1,9             | 7,2       |
| Température moyenne (°C)              | 4,3            | 4,9              | 8,1             | 10,7            | 14,5            | 18,1           | 20,2           | 20,2           | 16,4            | 12,7            | 7,7             | 4,8             | 11,9      |
| Température maximale moyenne (°C)     | 7,2            | 8,8              | 13              | 16,2            | 20              | 23,7           | 26,2           | 26,2           | 22              | 17,1            | 11,1            | 7,8             | 16,6      |
| Record de froid (°C) date du record   | −21 09.01.1985 | −19,2 14.02.1929 | −12,6 01.03.05  | −5,5 09.04.1977 | −2,4 03.05.1979 | 1,6 05.06.1976 | 4,9 01.07.1975 | 3,8 31.08.1986 | −0,2 30.09.1936 | −5,7 30.10.1997 | −9,4 24.11.1998 | −17 31.12.1939  | −21 1985  |
| Record de chaleur (°C) date du record | 18,2 30.01.02  | 22,6 28.02.1960  | 28,8 25.03.1955 | 29 16.04.1949   | 31,1 27.05.05   | 38,5 27.06.19  | 40,9 25.07.19  | 39,8 06.08.03  | 36 05.09.23     | 32,2 01.10.1985 | 24,3 07.11.15   | 20,6 16.12.1989 | 40,9 2019 |
| Ensoleillement (h)                    | 654            | 875              | 1 503           | 1 777           | 2 084           | 2 251          | 238            | 2 305          | 1 851           | 1 229           | 728             | 606             | 18 242    |
| Précipitations (mm)                   | 57,5           | 51,3             | 52,2            | 62,3            | 74,6            | 59,1           | 64,6           | 57,2           | 62,4            | 75,6            | 70,9            | 68,8            | 756,5     |

## Urbanisme

### Typologie
Au 1er janvier 2024, Villabon est catégorisée commune rurale à habitat dispersé, selon la nouvelle grille communale de densité à 7 niveaux définie par l'Insee en 2022.
Elle est située hors unité urbaine. Par ailleurs la commune fait partie de l'aire d'attraction de Bourges, dont elle est une commune de la couronne,. Cette aire, qui regroupe 111 communes, est catégorisée dans les aires de 50 000 à moins de 200 000 habitants,.

### Occupation des sols
L'occupation des sols de la commune, telle qu'elle ressort de la base de données européenne d’occupation biophysique des sols Corine Land Cover (CLC), est marquée par l'importance des territoires agricoles (82,9 % en 2018), une proportion sensiblement équivalente à celle de 1990 (83,4 %). La répartition détaillée en 2018 est la suivante : 
terres arables (77,3 %), forêts (12,3 %), zones urbanisées (4,8 %), zones agricoles hétérogènes (3,1 %), prairies (2,5 %).
L'évolution de l’occupation des sols de la commune et de ses infrastructures peut être observée sur les différentes représentations cartographiques du territoire : la carte de Cassini (XVIIIe siècle), la carte d'état-major (1820-1866) et les cartes ou photos aériennes de l'IGN pour la période actuelle (1950 à aujourd'hui).

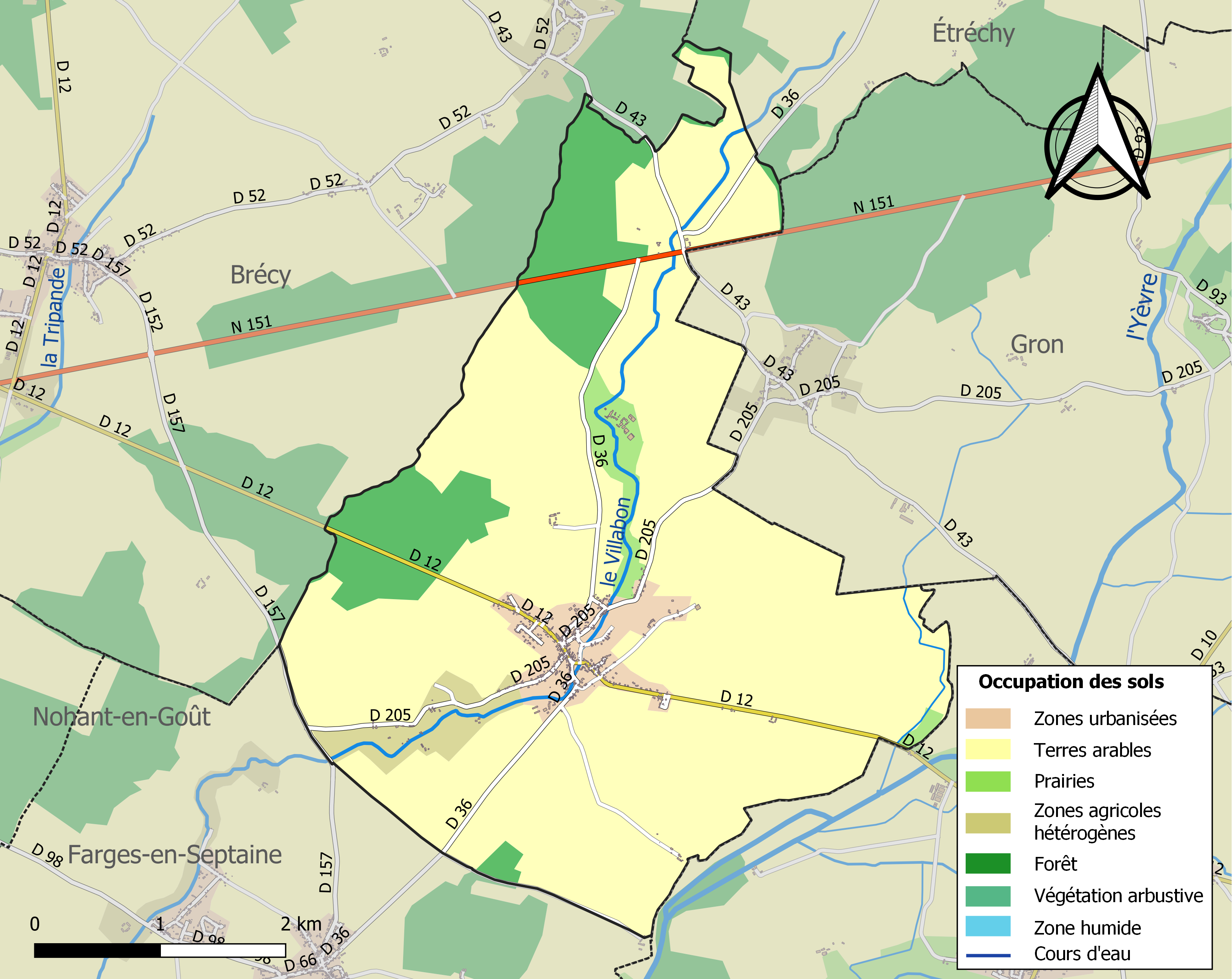
Carte des infrastructures et de l'occupation des sols de la commune en 2018 (CLC).

### Risques majeurs
Le territoire de la commune de Villabon est vulnérable à différents aléas naturels : météorologiques (tempête, orage, neige, grand froid, canicule ou sécheresse), mouvements de terrains et séisme (sismicité faible). Il est également exposé à un risque technologique,  le transport de matières dangereuses. Un site publié par le BRGM permet d'évaluer simplement et rapidement les risques d'un bien localisé soit par son adresse soit par le numéro de sa parcelle.

#### Risques naturels

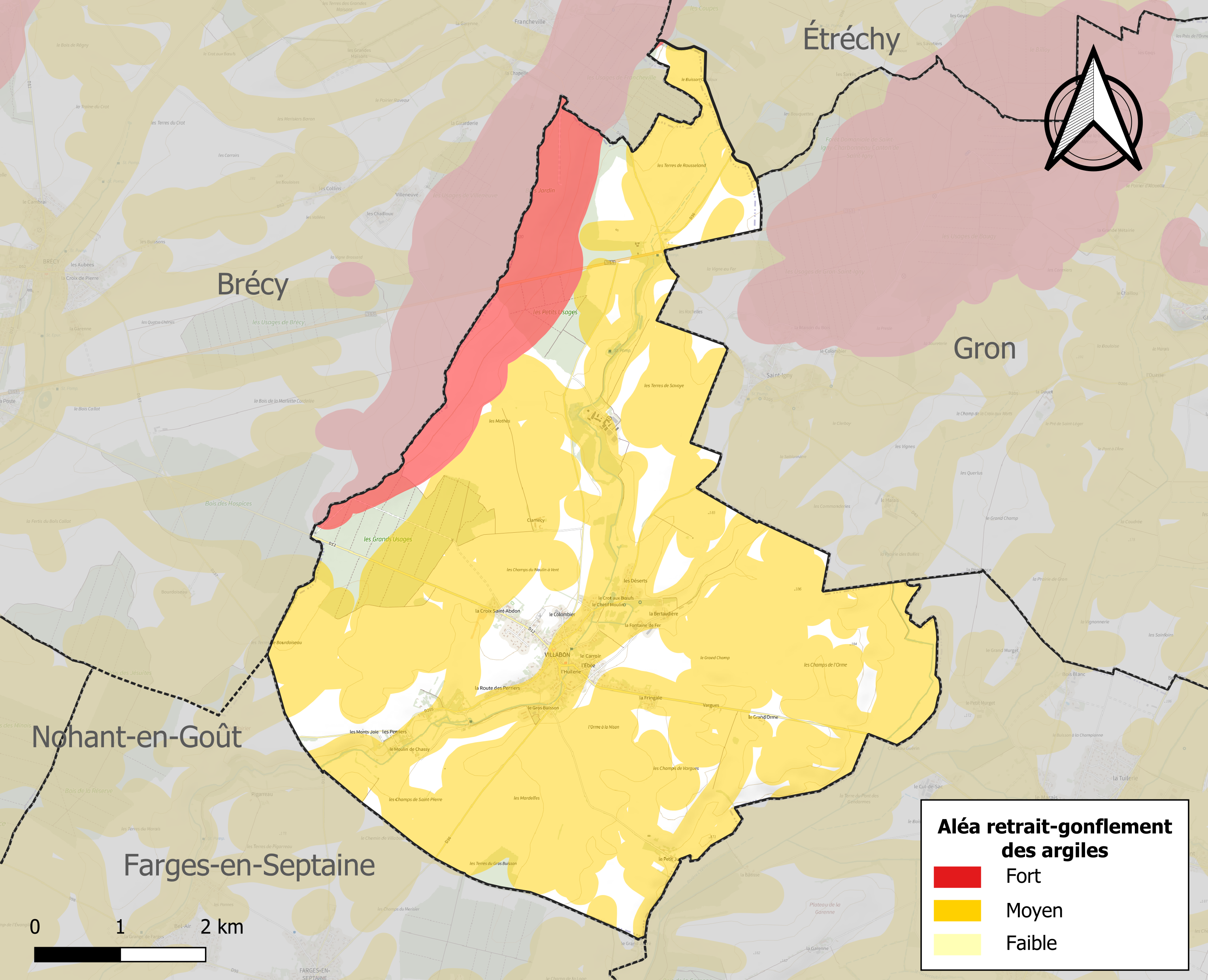
Carte des zones d'aléa retrait-gonflement des sols argileux de Villabon.

La commune est vulnérable au risque de mouvements de terrains constitué principalement du retrait-gonflement des sols argileux. Cet aléa est susceptible d'engendrer des dommages importants aux bâtiments en cas d’alternance de périodes de sécheresse et de pluie. 84 % de la superficie communale est en aléa moyen ou fort (90 % au niveau départemental et 48,5 % au niveau national). Sur les 283 bâtiments dénombrés sur la commune en 2019, 220 sont en aléa moyen ou fort, soit 78 %, à comparer aux 83 % au niveau départemental et 54 % au niveau national. Une cartographie de l'exposition du territoire national au retrait gonflement des sols argileux est disponible sur le site du BRGM,.
Concernant les mouvements de terrains, la commune a été reconnue en état de catastrophe naturelle au titre des dommages causés par la sécheresse en 1989, 2018 et 2019 et par des mouvements de terrain en 1999.

#### Risques technologiques
Le risque de transport de matières dangereuses sur la commune est lié à sa traversée par des infrastructures routières ou ferroviaires importantes ou la présence d'une canalisation de transport d'hydrocarbures. Un accident se produisant sur de telles infrastructures est en effet susceptible d’avoir des effets graves au bâti ou aux personnes jusqu’à 350 m, selon la nature du matériau transporté. Des dispositions d’urbanisme peuvent être préconisées en conséquence.

## Toponymie
Bas latin Vilabon. Villa = domaine rural, et Abbo, nom de personne d’origine franque.

Vaslinus de Vilabon, vers 1154 (Cartulaire de l'abbaye Saint-Sulpice de Bourges, charte 27, p. 76) ; Paganus de Villa Abbonis, 1163 (Cartulaire de Saint-Sulpice de Bourges, supplément XIV, p. 277) ; In parrochia de Villabon, 1189 (Archives départementales du Cher-7 H 68) ; Parrochia de Villabonio, 1431 (Archives départementales du Cher-8 G, chapitre Saint-Étienne de Bourges) ; De Villabono, 1452 (Archives départementales du Cher-E, famille Bouer) ; Villabon, 1567 (Nicolas de Nicolaÿ, Description générale des Pays et Duché de Berry, p. 60) ; Villabon, 14 novembre 1788 (Archives départementales du Cher-C 1109, Élection de Bourges) ; Villabon, XVIIIe siècle s. (Carte de Cassini).

## Politique et administration
| Période                                  | Période  | Identité         | Étiquette | Qualité                                    |
| ---------------------------------------- | -------- | ---------------- | --------- | ------------------------------------------ |
| Les données manquantes sont à compléter. |          |                  |           |                                            |
| mars 2001                                | En cours | Philippe Frérard | DVG       | Ouvrier d'État Réélu en 2008, 2014 et 2020 |

## Démographie
L'évolution du nombre d'habitants est connue à travers les recensements de la population effectués dans la commune depuis 1793. Pour les communes de moins de 10 000 habitants, une enquête de recensement portant sur toute la population est réalisée tous les cinq ans, les populations de référence des années intermédiaires étant quant à elles estimées par interpolation ou extrapolation. Pour la commune, le premier recensement exhaustif entrant dans le cadre du nouveau dispositif a été réalisé en 2006.

En 2022, la commune comptait 563 habitants, en évolution de −1,23 % par rapport à 2016 (Cher : −2,48 %, France hors Mayotte : +2,11 %).
| 1793 | 1800 | 1806 | 1821 | 1831 | 1836 | 1841 | 1846 | 1851 |
| ---- | ---- | ---- | ---- | ---- | ---- | ---- | ---- | ---- |
| 527  | 362  | 366  | 538  | 644  | 719  | 714  | 765  | 762  |

| 1856 | 1861 | 1866 | 1872 | 1876 | 1881 | 1886 | 1891 | 1896 |
| ---- | ---- | ---- | ---- | ---- | ---- | ---- | ---- | ---- |
| 748  | 752  | 803  | 825  | 833  | 810  | 854  | 803  | 722  |

| 1901 | 1906 | 1911 | 1921 | 1926 | 1931 | 1936 | 1946 | 1954 |
| ---- | ---- | ---- | ---- | ---- | ---- | ---- | ---- | ---- |
| 683  | 659  | 620  | 524  | 526  | 591  | 532  | 588  | 537  |

| 1962 | 1968 | 1975 | 1982 | 1990 | 1999 | 2006 | 2011 | 2016 |
| ---- | ---- | ---- | ---- | ---- | ---- | ---- | ---- | ---- |
| 525  | 480  | 405  | 462  | 521  | 463  | 534  | 564  | 570  |

| 2021 | 2022 | - | - | - | - | - | - | - |
| ---- | ---- | - | - | - | - | - | - | - |
| 569  | 563  | - | - | - | - | - | - | - |

## Culture locale et patrimoine

### Lieux et monuments
- Eglise Saint-Quentin
- Château de Savoye.

### Héraldique
| Blason de Villabon | Blason  | De sinople au chevron renversé d'or, accompagné en chef d'un mouton d'argent accolé et clariné de gueules, au chef cousu d'azur chargé d'une fasce ondée d'argent. |
| Blason de Villabon | Détails | * Il y a là non-respect de la règle de contrariété des couleurs : ces armes sont fautives (azur sur sinople). Adopté le 6 février 1986.                            |